# Craugastor fecundus
Craugastor fecundus is een kikker uit de familie Craugastoridae. De soort werd voor het eerst wetenschappelijk beschreven door James Randall McCranie en Larry David Wilson in 1997. Oorspronkelijk werd de wetenschappelijke naam Eleutherodactylus fecundus gebruikt.
De soort is endemisch in Honduras. Craugastor fecundus wordt bedreigd door het verlies van habitat. De soortaanduiding fecundus betekent vrij vertaald 'vruchtbaar'.